# Ремізов Михайло Петрович
Михайло Петрович Ремізов (11 листопада 1891, село Жихарєво Гжатського повіту Смоленської губернії, тепер Можайського району Московської області, Російська Федерація — 2 грудня 1983, місто Москва, тепер Російська Федерація) — радянський державний і партійний діяч, відповідальний секретар Смоленського губернського комітету РКП(б), голова виконавчого комітету Смоленської губернської ради. Делегат Всеросійських Установчих зборів від Смоленського округу від більшовиків у 1917—1918 роках. Член Комісії радянського контролю при РНК СРСР у 1934—1935 роках.

## Життєпис
Народився 11 (за іншими даними — 6) листопада 1891 року в родині ливарника та селянки. Виростав у виховному будинку.
Брав активну участь у революційному русі: в 1906 році був заарештований зі зброєю як есер-бойовик, після чого дякий час утримувався в Тверській в'язниці. У 1907 році закінчив початкову школу.
У травні 1907 — травні 1913 року — токар чавуноливарного та машинобудівного заводу товариства «Добров і Набгольц» у місті Москві.
У травні 1913 — серпні 1914 року — токар заводів «Старий Лесснер» і «Новий Лесснер» у місті Петрограді.
Член РСДРП(б) з 1914 року.
У серпні 1914 року заарештований за революційну діяльність. З серпня 1914 по травень 1915 року — під слідством у Будинку попереднього ув'язнення в Петрограді. У 1915 році засуджений судом до 8 років каторги. З травня 1915 по лютий 1917 року відбував покарання в Шліссельбурзькій фортеці.6 березня 1917 року, після Лютневої революції, був амністований.
У березні — квітні 1917 року — член революційного комітету Шліссельбурзького порохового заводу та член Петроградської ради робітничих і солдатських депутатів.
У квітні 1917 року переїхав до міста Гжатск Смоленської губернії, де брав участь у роботі місцевої ради. З вересня 1917 року — Гжатський повітовий комісар Тимчасового уряду.
У вересні 1917 — січні 1919 року — голова Гжатского повітового комітету РСДРП(б) (РКП(б)) Смоленської губернії.
Одночасно у лютому 1918 — січні 1919 року — голова виконавчого комітету Гжатскої повітової ради та голова Гжатської повітової Ради народних комісарів Смоленської губернії.
З жовтня 1918 по січень 1919 року — редактор газети «Известия Гжатского Совета».
27 січня — 29 березня 1919 року — голова виконавчого комітету Смоленської губернської ради.
У березні 1919 — січні 1920 року — завідувач відділу металу, завідувач відділу молочної промисловості Смоленської губернської Ради народного господарства; завідувач відділу партійної інспекції Смоленського губернського комітету РКП(б).
У січні — листопаді 1920 року — секретар Смоленського губернського комітету РКП(б). У вересні — листопаді 1920 року — в.о. відповідального секретаря Смоленського губернського комітету РКП(б) — завідувач обліково-статистичного відділу Смоленського губернського комітету РКП(б).
У листопаді 1920 — 29 січня 1921 року — відповідальний секретар Смоленського губернського комітету РКП(б).
За деякими даним, з лютого по липень 1921 року — завідувач Симбірського губернського політпросвітвідділу, завідувач відділу агітації та пропаганди Симбірського губернського комітету РКП(б).
З листопада 1921 по червень 1922 року навчався на робітничому факультеті при Московському вищому технічному училищі. Закінчив вечірні загальноосвітні курси та один курс Московського міського народного університету імені Шанявського.
У серпні 1922 — січні 1924 року — студент механічного факультету Московського вищого технічного училища.
У січні — листопаді 1924 року — завідувач організаційного відділу Московського губернського комітету РКП(б).
У листопаді 1924 — березні 1931 року — студент економічного факультету Інституту червоної професури в Москві. Одночасно з 1928 по 1931 рік викладав політичну економію в Москві.
У березні 1931 — лютому 1934 року — заступник секретаря, секретар Комісії виконання при Раді народних комісарів СРСР.
У березні 1934 — лютому 1935 року — уповноважений Комісії радянського контролю при РНК СРСР по Татарській АРСР у місті Казані.
У лютому — червні 1935 року — заступник керівника групи по залізничному і водному транспорту Комісії радянського контролю при РНК СРСР.
23 червня 1935 року виведений із складу Комісії радянського контролю при РНК СРСР та виключений із ВКП(б) «за участь в контрреволюційній троцькістській групі».
У липні 1935 — червні 1938 року — конструктор Державної експериментально-конструкторської контори «Міськмашпроєкт» у Москві. У червні 1938 — липні 1941 року — конструктор Державної союзної експериментально-конструкторської контори вугільного машинобудування «Вуглемашпроєкт» у Москві.
У липні 1941 — жовтні 1958 року — конструктор Московського верстатобудівного заводу «Красный пролетарий».
9 серпня 1955 року відновлений у членах КПРС.
З жовтня 1958 року — персональний пенсіонер союзного значення в Москві.
Помер 2 грудня 1983 року в Москві. Похований в колумбарії Новодівочого цвинтаря Москви.

## Нагороди та відзнаки
- Почесний громадянин міста Гагаріна (колишнього Гжатська) (з 22.11.1969)